# Митрополит црногорско-приморски Амфилохије
Амфилохије (световно Ристо Радовић; Барe Радовића, 7. јануар 1938 — Подгорица, 30. октобар 2020) био је митрополит црногорско-приморски и епископ банатски (1985—1990).
Његова почасна и литургијска титула је гласила: архиепископ цетињски, митрополит црногорско-приморски, зетско-брдски и скендеријски и егзарх свештеног трона пећког.

## Биографија
Рођен као Ристо Радовић, син Ћира и Милеве (рођ. Бакић) Радовић, на Божић 7. јануара 1938. у Барама Радовића у Доњој Морачи. Завршио је Богословију Светог Саве у Београду. На Богословском факултету Српске православне цркве у Београду дипломирао је 1962. године. Поред теолошких наука, на Филозофском факултету у Београду, студирао је класичну филологију. Постдипломске студије наставља у Берну и Риму. Одатле прелази у Атину, у којој, за време седмогодишњег боравка, поред свакодневне парохијске службе, докторира, а тезу, коју пише на грчком језику, о Светом Григорију Палами, брани уз највишу оцену. Потом, годину дана проводи на Светој Гори, а онда је позван да предаје на Руском православном институту Свети Сергије у Паризу од 1974. до 1976, где уз осталих пет језика које је савладао, усавршава и француски језик.
Замонашио се 1967. у Грчкој, где је потом 21. јула 1968. постао јеромонах.

### Митрополит
По повратку у Београд је изабран за декана Богословског факултета и ванредног професора, да би крајем 1985. рукоположен у чин епископа и постављен на катедри епископа банатских са седиштем у Вршцу, одакле је уочи Божића 1991. дошао на Цетиње када бива устоличен за митрополита црногорско-приморског, зетско-брдског и скендеријског, и егзарха свештенога трона пећког, преузевши титулу којом се прије митрополита Амфилохиja служио владика Василије. Након дуге комунистичке власти многе цркве су биле запуштене, а број свештеника је умањен, а читаве генерације су биле под дејством комунистичке идеологије, тако да је устоличен у тешко време за Српску православну цркву у Црној Гори. Амфилохије је подстакао обнову цркви и манастира и повећао број свештеника. Покренуо је 1992. гласило Црногорско-приморске митрополије Светигора, а покренуо је и широку издавачку активност. Покренуо је и Радио Светигора 1998. године.
Предавао је на Богословском факултету у Београду од 1980. до 2005, када се повукао због мноштва обавеза. Поред теологије и филозофије, бави се есејистиком и преводилаштвом. Владика Амфилохије уредио је зборник Јагње Божије и звијер из бездана 1996, у коме се излаже православна филозофија рата. По први пут у историји његове митрополије, митрополију су 1993. посетила два најистакнутија патријарха, цариградски и руски. Исте године по први пут је Свети архијерејски сабор Српске православне цркве одржан у Митрополији црногорско-приморској.
Након хоспитализације патријарха Павла 13. новембра 2007, Свети архијерејски сабор одлучио је да привремено пренесе дужности патријарха српског на Свети архијерејски синод на челу са митрополитом Амфилохијем, као замјеником патријарха. Након смрти патријарха Павла, 15. новембра 2009, на ванредној сједници Светог архијерејског синода изабран је за мјестобљуститеља патријарашког трона.
Одлуком Светог архијерејског синода од 21. маја 2010, именован је за администратора Епархије рашко-призренске, а престао је то бити 26. децембра 2010. након увођења епископа липљанског Теодосија у трон епископа рашко-призренских. На редовном мајском засједању Светог архијерејског сабора одржаном у периоду од 17. до 26. маја, митрополит Амфилохије је именован за администратора новоосноване Епархије буеносајреске и јужноцентралноамеричке. Као администратор мисионарио је по Јужној Америци и крстио неколико људи по православном обреду с архимандритом Рафаилом.
Митрополит Амфилохије био је други по рангу међу епископима у хијерархији СПЦ, одмах након патријарха српског. Почасни докторат Института Светог Сергија у Паризу добио је у фебруару 2012. године.
Због блискости Амфилохија са народом, добио је надимак „Ђед” или „Ђедо” (као заједнички дјед свим верујућим људима) на који се радо одазивао.
У Манастиру Стањевићи је отворена спомен соба посвећена владики Амфилохију. У манастиру је отворена и библиотека са преко 20.000 књига које је владика завештао манастиру.
Новинар Перица Ђаковић је објавио две књиге интервјуа са митрополитом Амфилохијем, „Морачки јасновидац” и „Христос се роди”.

### Смрт
Митрополит је у болницу примљен 6. октобра 2020. године због запаљења плућа узрокованог инфекцијом новог коронавируса. Упала плућа била је залечена и вирусна инфекција престала што је потврдио и негативни тест, а забиљежено и званичним лекарским налазом. Опоравак је текао у добром смеру, али нешто спорије него иначе, што је карактеристично за старије пацијенте. Митрополитово здравствено стање се погоршало 29. октобра, када је приликом контролног прегледа примећено да отежано дише уз бол у грудном кошу. Одмах су урађене све анализе. Снимак је показао да је узрок отежаног дисања и бола појава пнеумомедијастинум, који се често јавља у ситуацијама у којима пацијент има осетљива плућа због дужине трајања упалног процеса и који су на кисеоничкој терапији дужи период. Преминуо је 30. октобра 2020. у 8:20 часова, у Клиничком центру Црне Горе, после примања причешћа. Сахрањен је у крипти Саборне цркве Христовог васкрсења у Подгорици 1. новембра 2020. године.
Након његове смрти објављена је књига прича, анегдота и легенди књижевника Драгана Лакићевића под насловом „Штап митрополита Амфилохија“.
Новинар Перица Ђаковић је 2022. објавио књигу интервјуа са митрополитом Амфилохијем под називом Морачки јасновидац.

## Ставови
Митрополит Амфилохије био је против одржавања Параде поноса у Београду, као и против одржавања исте манифестације у Подгорици, рекавши да су сва таква окупљања „насиље над савешћу огромне већине људи”.
Митрополит Амфилохије је више пута у јавности исказао став о потреби очувања Косова и Метохије у саставу Србије. Такође, отворено се залагао за заједништво Србије и Црне Горе. Те своје ставове је у једном од обраћања у манастиру Морача изразио речима „Косово је жила куцавица Црне Горе и Србије, не само Србије”.

## Признања

### Одликовања[25]
- Орден Његоша првог реда Републике Српске (1994)
- Орден Ломоносова Националног комитета друштвених награда Руске Федерације (2001)
- Орден Светог Александра Невског првог степена Руске Академије за безбједност, одбрану и правни поредак (2003)
- Орден за вјеру и вјерност Фонда Андреја Првозваног и Центра националне славе Русије (2006)
- Орден Светог Кирила Туровског Бјелоруске Православне Цркве (2008)
- Орден Светог равноапостолног кнеза Владимира Украјинске Православне Цркве (2012)
- Орден Светог архангела Михаила Академије наука из области безбједности из Москве (2013)
- Орден у спомен на напоре на добро Свете Цркве поводом 1025-годишњице крштења Русије Руске православне цркве (2013)
- Орден Светог Георгија Великомученика и Побједоносца Епархије будимљанско-никшићке (2013)
- Орден Краља Петра Друштва за неговање традиција ослободилачких ратова Србије до 1918. год. (2014)
- Орден Светог страстотерпца цара Николаја Романова — Међународне награде „Слава Русије” под покровитељством Руске заграничне Цркве (2014)
- Орден Светог цара Николаја Романова, руска загранична црква, 2014.[26]
- Медаља Јерусалимске Патријаршије поводом 2000 година Хришћанства (2000)
- Медаља доброчинства поводом 50 година од упокојења краљице Јелене Савојске (2002)
- Медаља Јерусалимске Патријаршије поводом 1500 г. освећења манастира Светог Саве Освећеног (2002)
- Медаља Санкт-петербурске православне духовне академије Светога апостола и евангелисте Јована Богослова И степена поводом 30-година архијерејске хиротоније и 25-година служења на катедри Митрополије црногорске и приморске (2015)
- Златна медаља Пушкина (2017)
- Споменица поводом обиљежавања седамсто година (1296—1996) година Светог Григорија Паламе, архиепископа солунског
- Споменица Патријарха константинопољског Вартоломеја 1991. г.
- Споменица Патријарха јерусалимског Теофила 2006. г.
- Споменица Патријарха александријског Петра VII
- Споменица Патријарха московског и све Русије Алексеја II 1999. г.
- Споменица Патријарха московског и све Русије Алексеја II 2004. г.
- Споменица поводом обиљежавања 1500 година (502—2002) манастира Светог Саве Освећеног
- Споменица хиљадугодишњег јубилеја (998—1998) манастира Преподобног Ксенофонта на Светој Гори
- Споменица поводом обиљежавања 2000 година Хришћанства
- Споменица поводом обиљежавања 1000 година Светог Владимира
- Споменица поводом обиљежавања 120-годишњице Екатеринске епархије
- Споменица поводом обиљежавања 10 година (1996—2006) Митрополије буеносајреске и јужноамеричке
- Споменица поводом освећења обновљене цркве Светог Николе у Братешићима у Горњем Грбљу 2009. г.
- Споменица поводом обиљежавања 200 година Пушкина
- Споменица поводом обиљежавања 200 година Љермонтова
- Споменица поводом обиљежавања 15 година (1990—2005) Републике Литваније
- Споменица поводом обиљежавања 5 година (1992—1997) Републике Српске
- Споменица Руске ДУМЕ
- Споменица поводом обиљежавања 375 година Краснојарска у Сибиру, Русија
- Споменица поводом обиљежавања 200 година Новочеркакса, Русија
- Споменица општине Вергина, Грчка
- Споменица Друштва за чување споменика и неговање традиција ослободилачких ратова Србије до 1918. године
- Споменица поводом 175 година (1839—2014) Српског пјевачког друштва Јединство из Котора
- Октобарска споменица 1991. ствараоцу Републике Српске 2015. г.

### Почасна академска звања[25]
- Почасни докторат Московске духовне академије 2003. године
- Почасни докторат Института теологије Белоруског државног универзитета у Минску 2008. године
- Почасни докторат Православног теолошког института Светог Сергија у Паризу 2012. године
- Почасни докторат Санкт-петербуршке духовне академије 2014. године
- Почасни члан Словенске академије књижевности и умјетности у бугарском граду Варна 2015. године

### Награде
- Награда „Беловодска розета”, 2009.
- Награда „Извиискра Његошева”, за изабрана дела у издању Светигоре, 2012.
- Награда „Марко Миљанов”, за књигу Свети Петар II Цетињски пустињак и Ловћенски тајновидац, 2018.[27]

## Одабрана дела
- „Тајна Свете Тројице по учењу Григорија Паламе”, студија на грчком, 1973. (докторска дисертација)
- „Смисао литургије”, студија на грчком, 1974.
- „Тумачење Старог завета кроз векове”, Београд, 1979.
- „Синаити и њихов значај у Србији XIV вијека”, студија, 1981.
- „Филокалијски покрет XVIII и почетком XIX вијека”, студија на грчком, 1982.
- „Основе православног васпитања”, студије 1983.
- „Духовни смисао храма Светог Саве”, Београд 1987.
- „Преподобни Рафаило Банатски”, Вршац, 1988.
- „Враћање душе у чистоту”, бесједе, разговори, погледи, Подгорица, 1992
- „Светосавско просветно предање и просвећеност Доситеја Обрадовића”, Врњачка Бања. 1994.
- „Историјски пресјек тумачења Старог завјета”, Никшић, 1995.
- „У Јагњету је спас”, збирка пјесама, 1996.
- „Историја тумачења Старог завета”, IV издање, 2021.[28]

Преводи:
- Епископ Николај: „Касијана”, роман, са српског на грчки 1973.
- Јустин Поповић: „Житије Светог Симеона и Саве”, са српског на грчки 1974;
- Старац Арсеније Кападокијски, са грчког на српски,
- Јован Зизјулас, Од маске до личности, 1993;
- „Премудрости Соломонове” , 1995;
- „Азбучни Отачник”, објављено у дјеловима у часописима Јеванђељски Неимар, и Светигора;
- Св. Григорије Палама, неке бесједе објављене у часопису Банатски весник, бројне студије, бесједе и есеје у Светигори и другим листовима.
- „Књига Премудрости Исуса Сина Сирахова” (2007), и бројна друга дела и чланци, беседе.

## Галерија
- Митрополит Амфилохије за време Часног поста, 2009. године
- Митрополит Амфилохије у манастиру Троноша, 2017. године
- Митрополит Амфилохије причешћује верни народ у манастиру Троноша, 2017. године
- Митрополит Амфилохије служи Свету литургију код Цркве Свете Петке, Сутоморе, 2019. године
- Баре Радовића, 10. август 2019.
- Литија око цркве у Барама Радовића, 10. август 2019.